# Блэк, Энтони (баскетболист)
Энтони Блэк (англ. Anthony Black; род. 20 января 2004, Duncanville, Техас) — американский профессиональный баскетболист клуба НБА «Орландо Мэджик».

## Ранние годы и карьера в средней школе
Блэк родился в Дунканвилле, штат Техас, в семье Терри и Дженнифер. Его мать играла в футбол за команды «Техас Лонгхорнс» и «Бэйлор Беарз», а его отец играл в баскетбол в колледже за команду «Бэйлор Беарз» и профессионально за границей. Когда Блэку было 10 месяцев, он переехал с семьей в Германию, где играл его отец. Он стал свободно говорить по-немецки к трём годам. Блэк вернулся в США со своей матерью, когда пришло время идти ему в детский сад. Его родители развелись еще в детстве, и Блэка воспитывала мать.
Блэк вырос в Коппелле, штат Техас, и учился в средней школе Коппелла. В юношеском возрасте он набирал в среднем 16,3 очка, 6,8 подбора, 3,5 передачи и 2 перехвата за игру. Блэк также играл в футбол в «Коппелле» в качестве ресивера и поймал 78 передач на 1327 ярдов и 16 тачдаунов за два университетских сезона. Он перешел в среднюю школу Дунканвилля, перед началом последнего года обучения. Блэк сыграл всего 15 игр за сезон из-за проблем с правом на участие и набирал в среднем 13,5 очка, 5,8 подбора, 4 передачи и 2,2 перехвата за игру.

## Карьера в колледже
Блэк начал свой первый сезон в «Арканзасе» в качестве стартового защитника. Он также вошел в сезон как потенциальный игрок первого раунда драфта НБА 2023 года. Блэк набирал в среднем 22 очка в трёех играх в пригласительном турнире на Мауи в 2022 году и был назван первокурсником недели Юго-Восточной конференции (SEC). В конце регулярного сезона его включили в сборную первокурсников конференции. Блэк набирал в среднем 12,8 очка, 5,1 подбора, 3,9 передачи и 2,1 перехвата за игру в том году. После сезона он объявил, что откажется от оставшейся части права на поступление в колледж и примет участие в драфте НБА 2023 года.

## Карьера в НБА

### «Орландо Мэджик» (2023—н.в.)
Блэк был выбран командой «Орландо Мэджик» в первом раунде драфта НБА 2023 года под 6-м номером.

## Карьера за сборную
Блэк играл за юношескую сборную США до 18 лет на чемпионате Америки среди юношей до 18 лет в 2022 году. Он набирал в среднем 4,7 очка, 7,8 подбора и 4,2 передачи за игру, что помогло его команде выиграть золотую медаль.

## Статистика

### НБА
| Сезон                                                                                    | Команда | Регулярный сезон | Регулярный сезон | Регулярный сезон | Регулярный сезон | Регулярный сезон | Регулярный сезон | Регулярный сезон | Регулярный сезон | Регулярный сезон | Регулярный сезон | Регулярный сезон | Серия плей-офф | Серия плей-офф | Серия плей-офф | Серия плей-офф | Серия плей-офф | Серия плей-офф | Серия плей-офф | Серия плей-офф | Серия плей-офф | Серия плей-офф | Серия плей-офф |
| Сезон                                                                                    | Команда | GP               | GS               | MPG              | FG%              | 3P%              | FT%              | RPG              | APG              | SPG              | BPG              | PPG              | GP             | GS             | MPG            | FG%            | 3P%            | FT%            | RPG            | APG            | SPG            | BPG            | PPG            |
| ---------------------------------------------------------------------------------------- | ------- | ---------------- | ---------------- | ---------------- | ---------------- | ---------------- | ---------------- | ---------------- | ---------------- | ---------------- | ---------------- | ---------------- | -------------- | -------------- | -------------- | -------------- | -------------- | -------------- | -------------- | -------------- | -------------- | -------------- | -------------- |
| 2023/24                                                                                  | Орландо | 69               | 33               | 16,9             | 46,6             | 39,4             | 61,3             | 2,0              | 1,3              | 0,5              | 0,3              | 4,6              | 2              | 0              | 5,4            | 42,9           | 0,0            | -              | 1,0            | 1,0            | 0,5            | 0,0            | 3,0            |
| Наведите курсор мыши на аббревиатуры в заголовке таблицы, чтобы прочесть их расшифровку. |         |                  |                  |                  |                  |                  |                  |                  |                  |                  |                  |                  |                |                |                |                |                |                |                |                |                |                |                |

### Колледж
| Сезон                                                                                   | Команда  | GP | GS | MPG  | FG%  | 3P%  | FT%  | RPG | APG | SPG | BPG | PPG  |  |
| --------------------------------------------------------------------------------------- | -------- | -- | -- | ---- | ---- | ---- | ---- | --- | --- | --- | --- | ---- |  |
| 2022/23                                                                                 | Арканзас | 36 | 36 | 34,9 | 45,3 | 30,1 | 70,5 | 5,1 | 3,9 | 2,1 | 0,6 | 12,8 |  |
| Наведите курсор мыши на аббревиатуры в заголовке таблицы, чтобы прочесть их расшифровку |          |    |    |      |      |      |      |     |     |     |     |      |  |